# Vereinigung der Deutsch-Griechischen Gesellschaften
Die Vereinigung der Deutsch-Griechischen Gesellschaften e. V. (abgekürzt: VDGG; griechisch Ένωση Γερμανό-Ελληνικών Εταιρειών Α.Σ.) ist der 1961 in Frankfurt am Main gegründete Dachverband von derzeit 34 Deutsch-Griechischen Gesellschaften und Vereinen in der Bundesrepublik Deutschland.

## Der Verband

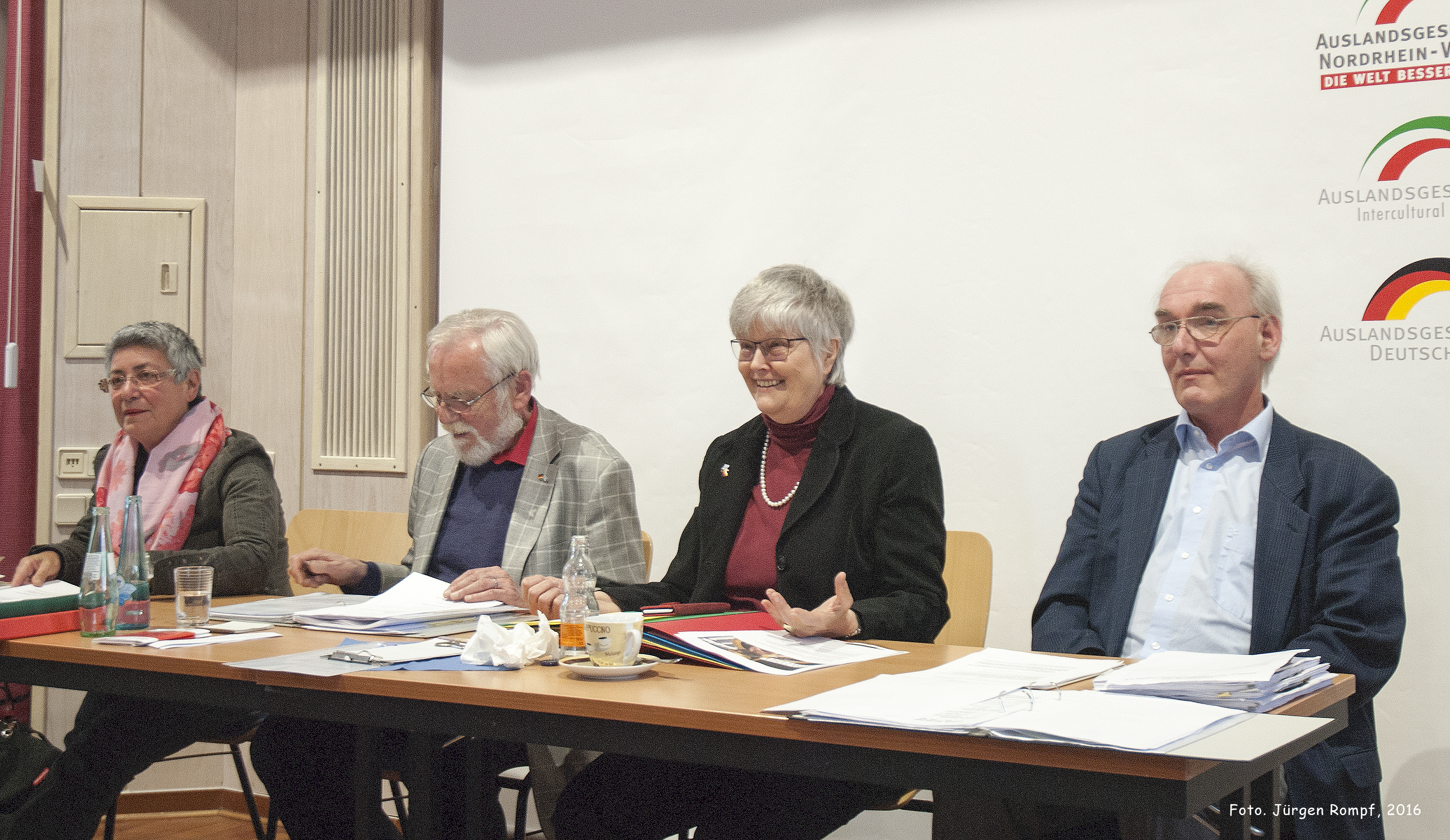
VDGG Jahreshauptversammlung 2016 in Dortmund v. l. n. r. Vizepräsidentin: Euthymia Graßmann-Gratsia, Geschäftsführer: Günter Leußler, Präsidentin: Sigrid Skarpelis-Sperk, Schatzmeister: Bernhard Vester

Zweck der Vereinigung ist die Pflege der deutsch-griechischen Freundschaft durch partnerschaftliche Begegnungen und Veranstaltungen und die Vermittlung neugriechischer Kultur und Literatur in Deutschland.
Die Mitgliedschaft können sowohl deutsch-griechische Gesellschaften in Deutschland als auch Einzelpersonen und juristische Personen als Fördermitglieder erlangen. Auf ihrer Mitgliederversammlung am 8. März 2025 in Berlin hat die VDGG eine Satzungsänderung beschlossen, die es auch Vereinen mit Sitz in der Hellenischen Republik ermöglicht, Mitglied der VDGG zu werden. Erstes griechisches Mitglied ist der deutsch-griechische Verein Philadelphia mit Sitz in Athen, gegründet 1837 und damit einer der ältesten Vereine Griechenlands.
Der derzeitige Vorstand wurde am 28. September 2024 in Weimar gewählt und setzt sich wie folgt zusammen:
Präsident: Christian Goiny, Vizepräsidentin und Jugendbeauftragte: Stella Kirgiane-Efremidou, Vizepräsident und Hellenika: Holger Lamm, Geschäftsführer: Dietrich Hunold, Schatzmeister: Bernhard Vester, Schriftführer: Dr. Valentin Schneider, weitere Vorstandsmitglieder: Dimitrios Mastoras (Übersetzungen), Thomas Gustke (IT).
Ehrenpräsidentin: Dr. Sigrid Skarpelis-Sperk, Ehrenmitglied: Günter Leußler.
Geschäftsstelle: Morlaixplatz 27, 52146 Würselen.

## Ehrenring
Neben Veranstaltungen verschiedener Art verleiht die Vereinigung alle zwei Jahre den aus Gold gefertigten Ehrenring der Deutsch-Griechischen Gesellschaften an eine Persönlichkeit, die sich in besonderer Weise um die deutsch-griechischen Beziehungen verdient gemacht hat. Bisherige Preisträger waren:
- 1995: Vera Dimopoulos-Vosikis aus Athen für die Gründung des Deutschen Kontakt- und Informationszentrums in Athen, das deutschen Frauen Hilfe bei der Integration und Reintegration bietet
- 1997: Georgios-Alexandros Mangakis aus Athen für seinen beispielhaften Einsatz für Demokratie und Menschenrechte
- 1999: Doris und Kurt Eisenmeier aus Sassen/Schlitz für ihren Einsatz für geistig behinderte Menschen in Griechenland in der von ihnen gegründeten Stiftung Agios Nikolaos in Galaxidi am Golf von Korinth
- 2001: Kostas Tsatsaronis aus Athen, Korrespondent für deutsche Zeitungen in Griechenland und langjähriger Herausgeber der Athener Zeitung, für die Herausgeber der ersten griechischen Wochenzeitung in deutscher Sprache
- 2003: Seine Eminenz Ireneos, Metropolit von Kissamos und Selinon, langjähriger Metropolit von Deutschland und Exarch von Zentraleuropa
- 2005: Jan Murken für seine Verdienste um den Aufbau des Otto König von Griechenland-Museums in Ottobrunn und der Städtepartnerschaft Ottobrunn-Nauplia
- 2007: Niki Eideneier-Anastassiadi für die Vermittlung neugriechischer Literatur in Deutschland
- 2009: Eberhard Rondholz für seine schwerpunktmäßige journalistische Auseinandersetzung mit Politik, Geschichte, Kultur und Literatur Griechenlands und seinen Beitrag zu einem differenzierten Griechenland-Bild
- 2011: Wilfried Bölke, Vorstandsmitglied der Heinrich-Schliemann-Gesellschaft Ankershagen, für seine maßgeblich Beteiligung an der Planung und Realisierung der Heinrich-Schliemann-Gedenkstätte Ankershagen und des dazugehörenden Heinrich-Schliemann-Museums sowie der Gründung der ersten ostdeutschen Mitgliedsgesellschaft der VDGG und der Initiierung der Städtepartnerschaft Ankershagen – Mykene
- 2013: Danae Coulmas, griechische Publizistin, für ihren aktiven Einsatz gegen die griechische Militärdiktatur und ihre Übersetzung und Publikation griechischer Gegenwartsliteratur in Deutschland
- 2015: Georg Albrecht hat sich als Sozialarbeiter beim Diakonischen Werk Rheinland über den normalen Dienst hinaus insbesondere für griechische Gastarbeiter und für das Ausländerrecht eingesetzt und sich in der Bundesarbeitsgemeinschaft der Immigranten engagiert.
- 2017: Griechische Redaktion der Deutschen Welle (DW) für die Rolle der Redaktion während der Zeit der Athener Militärdiktatur (1967–1974)
- 2019: Karolos Papoulias, Staatspräsident der Hellenischen Republik a. D., für seinen aktiven Einsatz für Demokratie und für die Verbesserung der deutsch-griechischen Beziehungen
- 2021: coronabedingt nicht verliehen
- 2023: Roswitha Thiele aus Burgdorf (Niedersachsen) für ihre jahrzehntelange engagierte Förderung der SOS-Kinderdörfer in Griechenland

## Zeitschrift

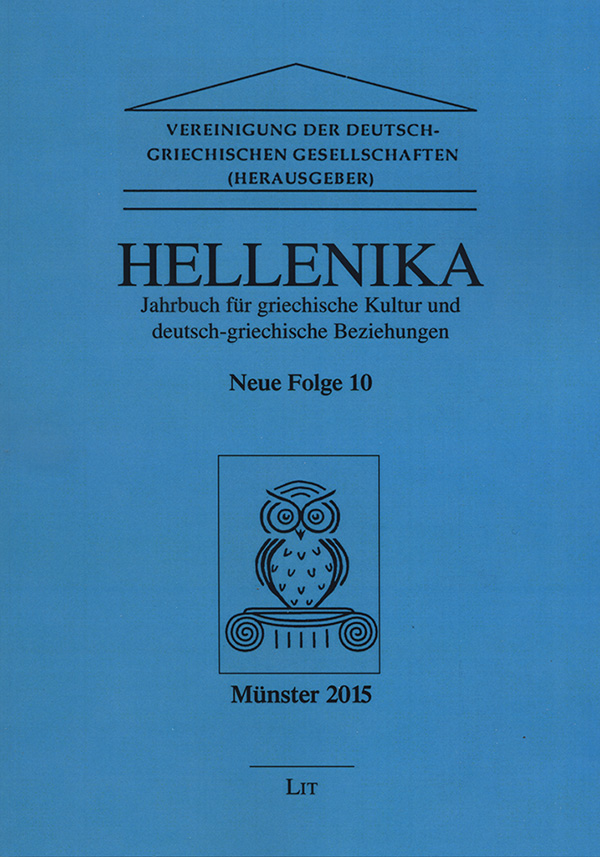

Die Vereinigung gibt seit 1964 die Zeitschrift HELLENIKA heraus, die seit 1973 als Jahrbuch erscheint. Sie wurde zunächst von dem Schriftsteller Johannes Gaitanides, danach bis zur Ausgabe 2001 von Isidora Rosenthal-Kamarinea wissenschaftlich und redaktionell betreut. In den Jahren 2002 bis 2005 ist die Zeitschrift nicht erschienen. Seit 2006 erscheint sie in neuer Folge als „HELLENIKA N.F. – Jahrbuch für griechische Kultur und deutsch-griechische Beziehungen“, bis 2018 wissenschaftlich und redaktionell betreut von Cay Lienau. Seit 2019 wird das Jahrbuch im Auftrag der Vereinigung herausgegeben von Thede Kahl und Holger Lamm. 
Das Jahrbuch versteht sich als Kulturzeitschrift zur griechischen, insbesondere neugriechischen Kultur. Die HELLENIKA möchten etwas von der Vielfalt und Bedeutung dieser Kultur vermitteln, Einblicke in die Geschichte, die gesellschaftlichen Strukturen und die Geographie, aber auch die aktuellen Probleme des Landes geben und damit das Verstehen von und das Verständnis für Griechenland und seine Menschen verbessern, das unverzichtbarer Teil Europas ist. Griechenland braucht heute mehr denn je Freunde. Freunde, die sich nicht durch die aktuelle Krise des Landes und der Beziehungen zwischen beiden Ländern sowie eine negative Berichterstattung über das Land beirren lassen.